# Mākaha
Mākaha – census-designated place (CDP) na wyspie Oʻahu, w hrabstwie Honolulu, na Hawajach, w Stanach Zjednoczonych. Według szacunków United States Census Bureau w roku 2010 CDP miało 8 278 mieszkańców.

## Geografia
Według United States Census Bureau census-designated place obejmuje powierzchnię 5,2 mil2 (13,6 km²), z czego 2,3 mil2 (6,0 km²) stanowi ląd, a 2,9 mil2 (7,5 km²) stanowi woda.

## Demografia
Według spisu z roku 2000, CDP zamieszkiwało 7 753 osób, które tworzyło 2 388 gospodarstw domowych i 1 721 rodzin. Średni roczny dochód dla gospodarstwa domowego wynosił 35 674 $ a średni roczny dochód dla rodziny to 36 563 $. Średni roczny dochód na osobę wynosił 14 267 $ (34 081 $ dla mężczyzn i 24 606 $ dla kobiet). 22,3% rodzin i 23,9% mieszkańców census-designated place żyło poniżej granicy ubóstwa, z czego 32,8% to osoby poniżej 18 lat a 9,3% to osoby powyżej 65 roku życia.